# フラグメント分子軌道法
フラグメント分子軌道法（フラグメントぶんしきどうほう、英: Fragment Molecular Orbital method）、略してFMO法は、分子系をフラグメントに分割し、周囲のフラグメントからの静電ポテンシャルを考慮してフラグメントとフラグメントペアの電子状態を計算し、得られたフラグメントとフラグメントペアのエネルギーや電子密度を用いて、系全体のエネルギーや電子密度を計算する方法である。1999年に北浦和夫により提唱された。

## 歴史と関連手法

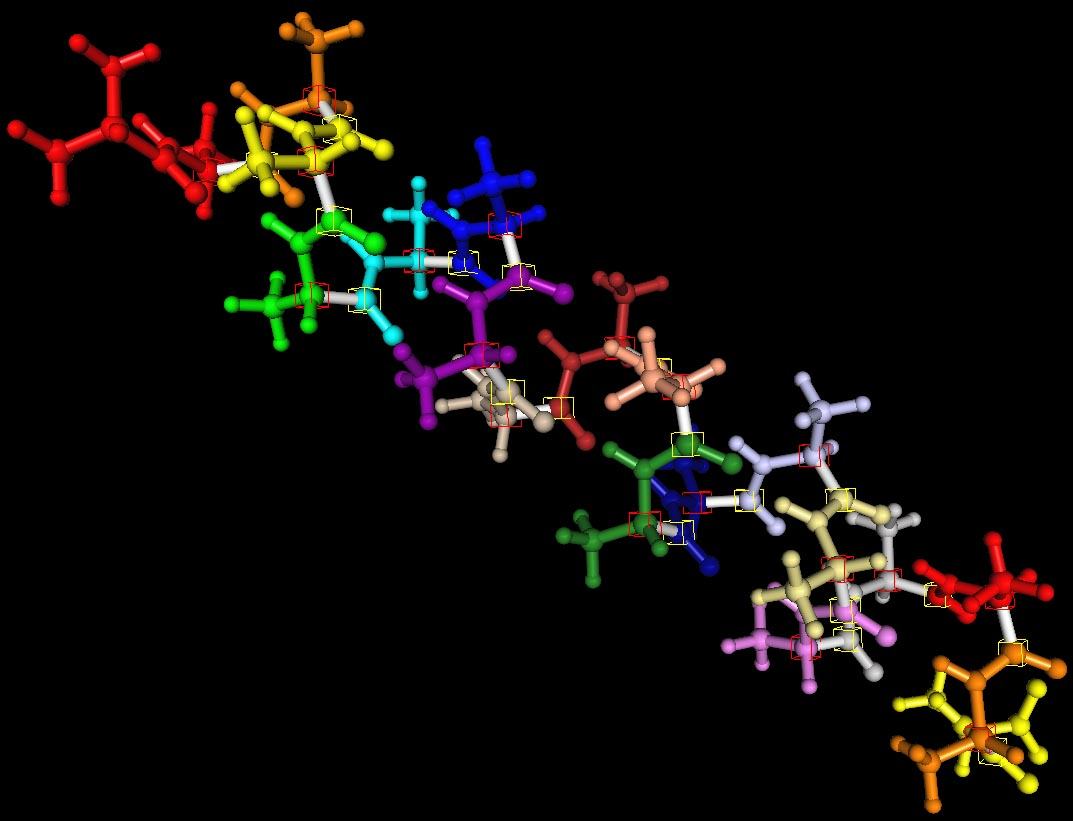
FMO法適用のためフラグメント化したαヘリックス

FMO法は北浦らのグループにより、1999年に提唱・開発された。FMO法は北浦と諸熊により1976年に開発されたエネルギー分解解析(EDA)と深い関係がある。FMO法の主な用途は超巨大分子系の計算である。系をフラグメントに分割し、系全体から感じるクーロン場の影響を含め、フラグメントおよびフラグメントペアの電子状態計算を行う。これにより、キャップ原子を用いずにフラグメントの電子状態計算が可能となる。
MCF(Mutually Consistent Field)法は埋め込みポテンシャルのもとでフラグメントについて自己無撞着な計算を行うものである。この考え方は、後に改良が加えられ、FMO法を含む様々な手法で用いられるようになった。更に、FMO法に関連する手法として、1992年にはH. StollによりIncremental Correlation法が提案されていた。 また、J. Gao (1997)の提案手法とも、いくつかの類似点がみられる。後にX-Pol(eXplicit Polarization)理論と改名されるGaoの手法は、1998年に液体の水について統計力学的モンテカルロシミュレーションを行うことで、凝縮系における応用可能性を示した。 Incremental Correlation法は形式的にはFMO法と同様の性質を持つ多体展開を用いているが、項の厳密な意味が異なっている。また、X-Pol法とFMO法では、フラグメントペアの相互作用を推算する近似手法が異なる。X-Polは静電相互作用についてはFMO(FMO1)法で用いられる一体展開に類似しているが、他の相互作用については異なる取り扱いをする。
FMO法が提案された後にも、類似手法が幾つか提案されている。その中には、L. Huangによるカーネルエネルギー法や、E. Dahlke、S. Hirata、M. Kamiya によるelectrostatically embedded many-body expansion、といった手法が含まれる。 また、有効フラグメント分子軌道(EFMO)法は、有効フラグメントポテンシャル(EFP)およびFMO法の各々の特徴を組み合わせた手法である。

## 特徴
エネルギー、エネルギー勾配、電気双極子モーメントといった系全体が持つ量に加えて、各フラグメント間の相互作用エネルギー(Pair Interaction Energy、PIE)も得られる。このPIEは静電相互作用、交換相互作用、電荷移動相互作用、分散相互作用にそれぞれ分解可能である。このような解析は相互作用解析(PIEDA)と呼ばれ、FMO法に基づくエネルギー分解解析(EDA)に分類される。また、FMO法の枠組みの中で、フラグメント間相互作用配置解析(CAFI)や局所MP2法を用いたフラグメント相互作用解析(FILM)などが代わりに提案されている。
FMO法では、巨大分子系を効率的に扱うため、様々な計算手法が利用される。Hartree-Fock法、DFT、MCSCF法、TDDFT、CI、MP2、CCといった手法が、フラグメントおよびフラグメントペアの計算に用いられる。これらの計算手法の違いによって、FMO-HF法、FMO-MP2法などと呼ばれることもある。加えて、対象となる分子を複数領域に分割し、各領域に異なる計算手法を適用する多層(ML-)FMO法もある。 高い計算レベルと同等の精度で、フラグメント間相互作用を短時間で見積もることができる。 更に、溶媒効果は連続誘電体モデル(PCM)によって取り込むことができる。FMO法のコードは一般化分散データインターフェース (GDDI)を利用することで効率的に並列化されており、何百ものCPUを用いても並列化効率はほぼ完全にスケールする。
2009年にはFMO法を解説した書籍が出版され、FMO法のチュートリアル、開発状況、応用例といった内容が紹介された。この他にも、いくつかのFMO法に関する書籍が出版された。
FMO法についてのレビュー論文もいくつか報告されている。
2013年から2014年にかけて、CICSJ BulletinにFMO法についてのレビュー論文が発表され、近年のFMO法の開発や応用例が報告された。その中では、Facioに実装されたGAMESS/FMOのインターフェースや、京コンピュータ上におけるGAMESS/FMOのOpenMP版の開発についての報告もみられた。
FMO法により計算された最大の系は、1,030,440原子を含むフレライトのスラブモデルである。 GAMESSに実装されたFMO-DFTB法を用いて、完全な構造最適化が行われた。

## 応用例
FMO法の応用領域は主として2つ挙げられる。生化学と溶液中の反応ダイナミクスである。以上に加えて、最近では無機化学分野での利用も増えている。FMO法の計算結果は、スペクトルの解釈、不安定中間体の構造の推定、反応経路の推定などに利用される。
2005年に、20,000以上の原子を含む光合成タンパク質の基底状態計算が、その年のスーパーコンピューティング分野におけるベストペーパー賞を受賞した。数多くの生化学への応用例が出版されている。例として、創薬、定量的構造活性相関(QSAR)、生体系における励起状態や化学反応過程が挙げられる。
2008年には、適応固定軌道法(Adaptive Frozen Orbital、AFO法)がFMO法用に提案され、固体や表面、シリコンナノワイヤのようなナノ構造体の取り扱いが可能になった。また、FMO-TDDFT法は、分子性結晶(キナクリドン)の励起状態計算に応用された。無機分野においては、イオン液体、窒化ホウ素リボンに加え、シリカ系材料 (ゼオライト、多孔質ナノ粒子、シリカ表面）が、FMO法を用いて計算されている。

## 対応コード
FMO法は、GAMESS (US)、ABINIT-MP、PAICS、ADBS(Advance/BioStation) といったソフトウェアで利用可能である。
fuとよばれる新しいGUIはFMOやGAMESSに限らず、より一般的な用途に利用可能なBSDライセンスのソフトウェアである。 大部分がPythonにより記述されており、一部のクリティカルな箇所はFortranで記述されている。
他のGUIソフトウェアとしてはFacioが挙げられる。 FacioはFMO法に特化しており、分子クラスタ、タンパク質、ヌクレオチド、糖やそれらの複合系（例：陽溶媒中のDNAやタンパク質の複合体) を自動で数分以内にフラグメント化することができる。また、固体や界面は手動でフラグメント化する必要があるが、分割すべき結合をクリックするだけで可能となる。更に、フラグメント間の相互作用など、FMO計算の結果を可視化することができる。
| SCFの種類 | RHF | ROHF | UHF | GVB | MCSCF |
| --------- | --- | ---- | --- | --- | ----- |
| Plain     | EGH | EGH  | EGH | -   | EG    |
| MP2       | EG  | EG   | E   | -   | -     |
| CC        | E   | E    | -   | -   | -     |
| CI        | E   | -    | -   | -   | -     |
| DFT       | EGH | -    | EGH | -   | -     |
| TD-DFT    | EG  | -    | E   | -   | -     |
| EOM-CC    | E   | -    | -   | -   | -     |
| DFTB      | EGH | -    | -   | -   | -     |

E - エネルギー, G - エネルギー勾配, H - ヘッシアン 